# 3 maart
3 maart is de 62ste dag van het jaar (63ste dag in een schrikkeljaar) in de gregoriaanse kalender. Hierna volgen nog 303 dagen tot het einde van het jaar.

## Gebeurtenissen
- Algemeen
  - 1373 - De eerst gedocumenteerde aardbeving in Catalonië vindt plaats met als epicentrum de Ribagorça i la Val d'Aran.
  - 1616 - Stichting van de Colombiaanse stad Medellín door Francisco Herrera y Campuzano onder de naam Poblado de San Lorenzo.
  - 1815 - In Groningen wordt de studentensociëteit "Mutua Fides" geopend. Dit is de oudste studentensociëteit van Nederland, de sociëteit behorend bij het Groninger Studenten Corps 'Vindicat atque Polit'.
  - 1881 - De Nederlandse koning Willem III kondigt een nieuw Wetboek van Strafrecht af.
  - 1938 - In Saoedi-Arabië wordt olie in de grond gevonden.
  - 1974 - Turkish Airlines-vlucht 981, uitgevoerd met een Douglas DC-10 stort neer bij Parijs, alle 346 inzittenden komen om.[1]
  - 1980 - In Amsterdam wordt met tanks en pantserwagens de barricade van krakers in de Vondelstraat doorbroken.[2]
  - 1990 - Carole Gist (20) is de allereerste zwarte Miss USA.
  - 2012 - Bij een botsing tussen twee treinen in Zuid-Polen, nabij Szczekociny, ten noorden van Krakau, vallen zestien doden en 58 gewonden.
  - 2015 - De Chileense vulkaan van Villarrica komt tot uitbarsting. Meer dan drieduizend mensen worden geëvacueerd uit de omgeving.
- Criminaliteit en veiligheid
  - 1991 - Rodney King wordt door politiemannen van Los Angeles in elkaar geslagen; hetgeen wordt vastgelegd op een amateurvideo.
  - 2016 - Bij een aanslag bij een politiebureau in de Turkse stad Istanboel komen de twee vrouwelijke aanslagplegers om het leven.[3]
- Economie
  - 2012 - Eerste Nederlandse Apple Store wordt geopend aan het Leidseplein in Amsterdam.
- Kunst en cultuur
  - 1875 - In Parijs gaat Bizets opera Carmen in première. Het publiek is gechoqueerd en jouwt Bizet uit.
- Media
  - 1904 - Keizer Wilhelm II van Duitsland wordt de eerste persoon die een politieke opname maakt met behulp van Thomas Edisons cilinder.
  - 1955 - Elvis Presley verschijnt voor het eerst op de (Amerikaanse) televisie.[4]
  - 1957 - Corry Brokken wint het Eurovisiesongfestival met het liedje 'Net als toen'.[4]
  - 2024 - RTL 5 zendt de eerste aflevering van het nieuwe seizoen van het televisieprogramma Kast Vol Kansen uit. De presentatie is in handen van Duncan Tromp. Samen met stijlcoach Mirjam Hamming wordt er elke aflevering een kijkje genomen in de kledingkast van bekende Nederlanders.[5][6]
  - 2024 - SBS6 zendt de registratie van het televisieprogramma Najib Amhali: The Best of uit waarin cabaretier Najib Amhali de beste sketches uit zijn eerste shows speelt.[7]
  - 2024 - EO zendt op NPO Zapp de eerste aflevering van het nieuwe seizoen van het televisieprogramma Rachel Valt Binnen uit. De presentatie is in handen van Rachel Rosier.[8]
- Oorlog
  - 1857 - Frankrijk en het Verenigd Koninkrijk verklaren de oorlog aan China (Tweede Opiumoorlog).
  - 1878 - Bulgarije herneemt zijn onafhankelijkheid van het Ottomaanse Rijk.
  - 1918 - Vrede van Brest-Litovsk wordt ondertekend, einde aan het oostfront van de Eerste Wereldoorlog.
  - 1943 - 173 mensen komen om in het gedrang om een veiligheidsbunker in te komen in het Bethnal Green metrostation in Londen.
  - 1945 - De Britten bombarderen abusievelijk de Haagse woonwijk Bezuidenhout (zie Bombardement op het Bezuidenhout).
  - 1972 - President Jafaar Numeiri van Soedan vaardigt een decreet uit waarbij Zuid-Soedan autonomie verleend wordt.
  - 2011 - De Verenigde Staten en Frankrijk keren zich tegen het plan van de Venezolaanse president Hugo Chávez om te bemiddelen in het conflict in Libië.
- Politiek
  - 473 - Gundobad (magister militum) verklaart Glycerius tot keizer van het West-Romeinse Rijk. Hij is slechts een stroman en regeert gezamenlijk met Gundobad.
  - 1284 - In het door Engeland veroverde Wales treedt het Statuut van Rhuddlan in werking.
  - 1845 - Florida wordt toegelaten als de 27ste staat van de VS.
  - 1931 - De Verenigde Staten adopteren "The Star-Spangled Banner" als het nationale volkslied.
  - 1939 - In Bombay begint Mahatma Gandhi te vasten in een protest tegen de autocratische regering van India.
  - 1961 - Hassan II wordt koning van Marokko.
  - 1978 - Premier Ian Smith sluit een akkoord met drie gematigde nationalistische bewegingen over de overgang naar een zwart meerderheidsbewind in Rhodesië per eind 1978.
  - 2010 - Gemeenteraadsverkiezingen in Nederland.
- Religie
  - 1431 - Eugenius IV wordt Paus.
  - 1577 - Paus Gregorius XIII creëert één nieuwe kardinaal, de latere landvoogd van de Zuidelijke Nederlanden aartshertog Albrecht van Oostenrijk.
  - 1599 - Paus Clemens VIII creëert dertien nieuwe kardinalen, onder wie de in 1930 heilig verklaarde Italiaanse jezuïet Robertus Bellarminus.
  - 1878 - Kroning van Paus Leo XIII in Rome.
  - 1925 - Benoeming van Angelo Roncalli tot apostolisch visitator in Bulgarije.
  - 2001 - Ontslag van de Australische kardinaal Edward Idris Cassidy als president van de Pauselijke Raad ter bevordering van de Eenheid van de Christenen en benoeming van de Duitse kardinaal Walter Kasper tot zijn opvolger.
- Sport
  - 1951 - In Buenos Aires worden de eerste Pan-Amerikaanse Spelen uit de geschiedenis afgesloten. Gastland Argentinië eindigt als eerste in het medailleklassement, met 68 gouden, 44 zilveren en 38 bronzen medailles.
  - 1980 - John McEnroe lost Björn Borg na 34 weken af als nummer één op de wereldranglijst der tennisprofessionals, maar de Amerikaan moet die positie al na drie weken weer afstaan aan de Zweed.
  - 2007 - Ireen Wüst wint in Calgary de Wereldbeker schaatsen 2006/2007 op de 1500 meter dames. Sven Kramer wint de 5000 m en vestigt een nieuw wereldrecord.
  - 2010 - Recordinternational Ahmed Hassan speelt in Londen tegen Engeland zijn 173ste en laatste interland voor het Egyptisch voetbalelftal.
  - 2011 - Het uitvoerend comité van de wereldbond FIFA wijst het WK voetbal voor vrouwen 2015 toe aan Canada.
  - 2019 - De Nederlandse baanwielrenner Harrie Lavreysen wordt wereldkampioen sprint. In de finale verslaat hij Jeffrey Hoogland.
  - 2024 - Voetballer Kaj Sierhuis maakt in de Eredivisie voor Fortuna Sittard in de eerste helft een hattrick en levert ook nog 2 assists af, resultaat een 5-2 zege tegen Excelsior.[9]
  - 2024 - De Belg Dimitri Van den Bergh wint het UK Open Darts door in de finale de regerend wereldkampioen Luke Humphries uit Groot-Brittannië te verslaan.[10]
  - 2024 - Het Nederlandse vrouwenestafetteteam gevormd door Lieke Klaver, Cathelijn Peeters, Lisanne de Witte en Femke Bol zegevieren op de 4x400 meter bij de Wereldkampioenschappen indooratletiek in Glasgow.[11]
  - 2024 - Het Belgische mannenestafetteteam, de Belgian Tornado's, gevormd door Jonathan Sacoor, Dylan Borlée, Christian Iguacel en Alexander Doom snellen naar goud op de 4x400 meter bij de Wereldkampioenschappen indooratletiek in Glasgow.[12] Het Nederlandse mannenestafetteteam gevormd door Liemarvin Bonevacia, Ramsey Angela, Terrence Agard en Tony van Diepen loopt in een nieuwe Nederlandse recordtijd naar brons.[13]
  - 2024 - Belgisch atleet Eliott Crestan is op de 800 meter bij de Wereldkampioenschappen indooratletiek in Glasgow goed voor brons. De Amerikaan Bryce Hoppel sleept de wereldtitel en het goud binnen en de Zweed Andreas Kramer pakt zilver.[14]
- Wetenschap en technologie
  - 1910 - In New York wordt de Rockefeller Foundation tot bevordering van de wetenschap opgericht.
  - 1915 - Oprichting van de National Advisory Committee for Aeronautics (NACA), de voorganger van de NASA.
  - 1935 - Willem Kloos ontvangt een eredoctoraat aan de Universiteit van Amsterdam.
  - 1969 - Lancering van Apollo 9, waarbij de maanlander zijn eerste bemande testvlucht maakt.[15]
  - 1972 - Lancering van Pioneer 10, het eerste ruimtetuig dat langs Jupiter vliegt en als eerste het zonnestelsel zal verlaten.
  - 2005 - Steve Fossett voltooit met een heteluchtballon de eerste nonstop-solovlucht rondom de wereld.
  - 2012 - Oppositie van de planeet Mars.[16]
  - 2017 - Nintendo brengt wereldwijd de Nintendo Switch uit.
  - 2023 - Ruim 1 dag na de lancering koppelt het Dragon ruimtevaartuig "Endeavour" van SpaceX met de Crew-6 bemanning succesvol met de Harmony module van het ruimtestation ISS.[17]
  - 2023 - Lancering van een Falcon 9 raket van SpaceX vanaf Vandenberg Space Force Base SLC-4E voor de Starlink group 2-7 missie met 51 Starlink satellieten.[18]
  - 2023 - De periodieke komeet 453P/WISE-Lemmon bereikt het perihelium van zijn baan rond de zon tijdens deze verschijning.[19]

## Geboren

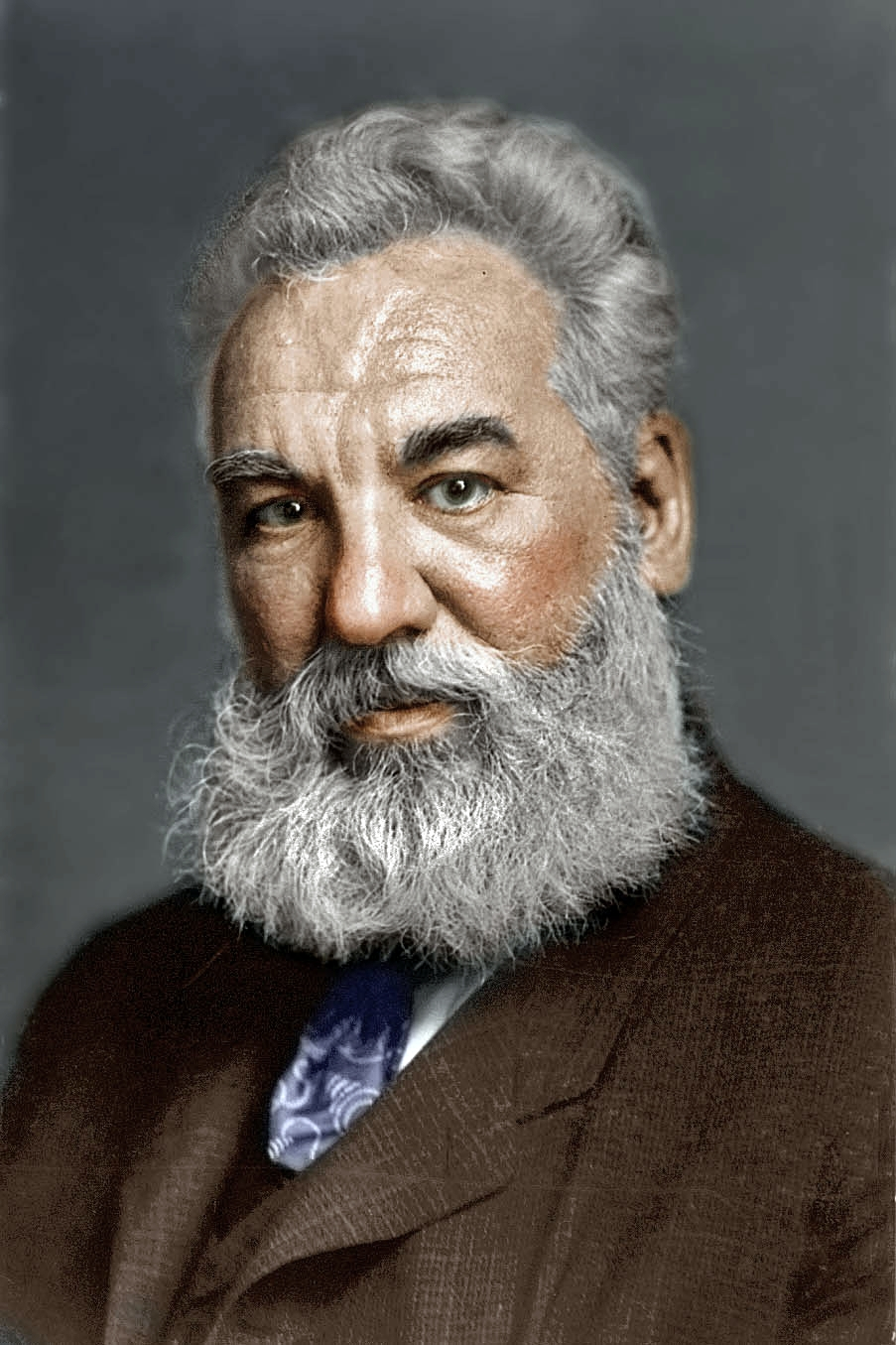
Alexander Graham Bell
geboren in 1847

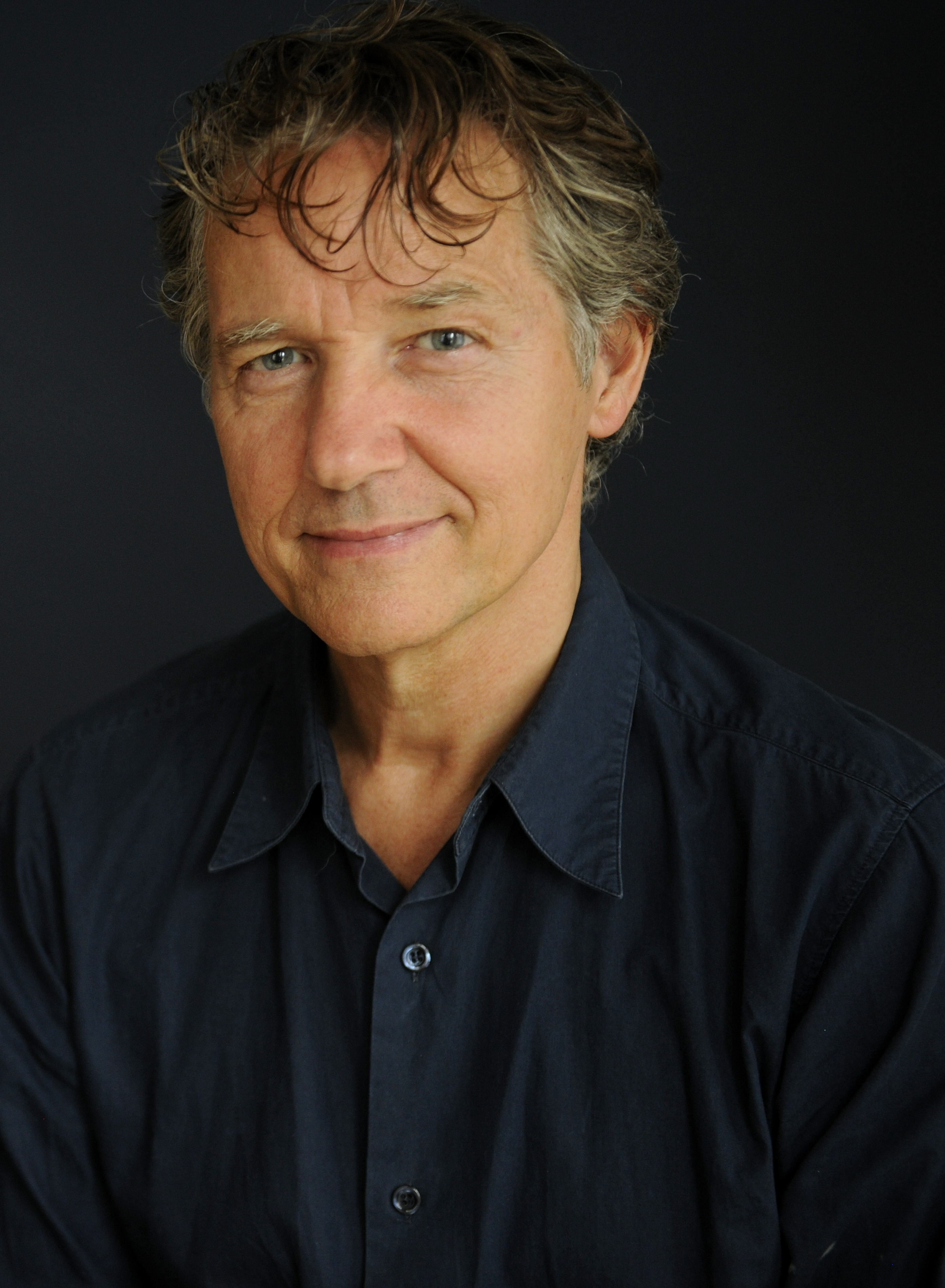
Thom Hoffman
geboren in 1957

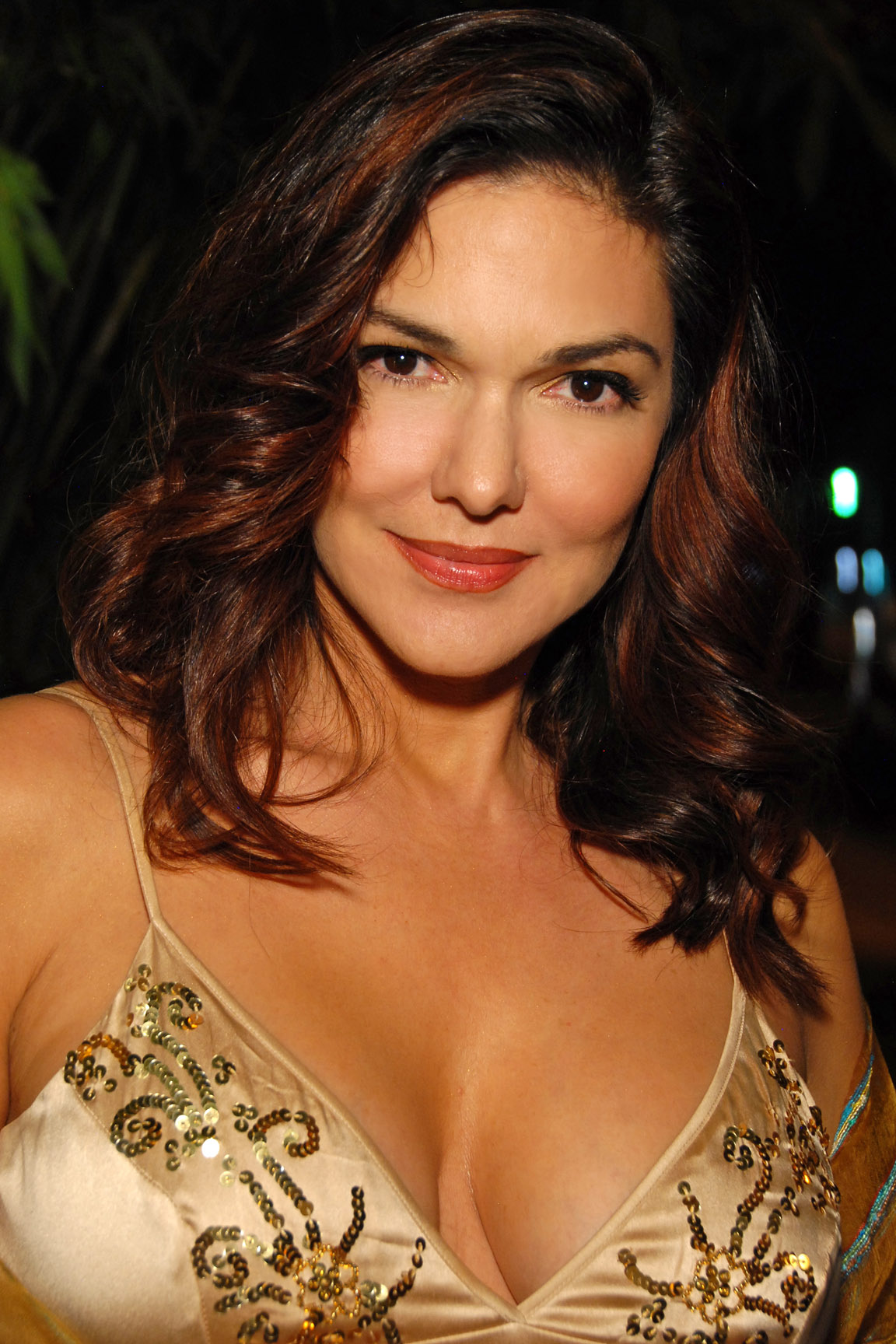
Laura Harring
geboren in 1964

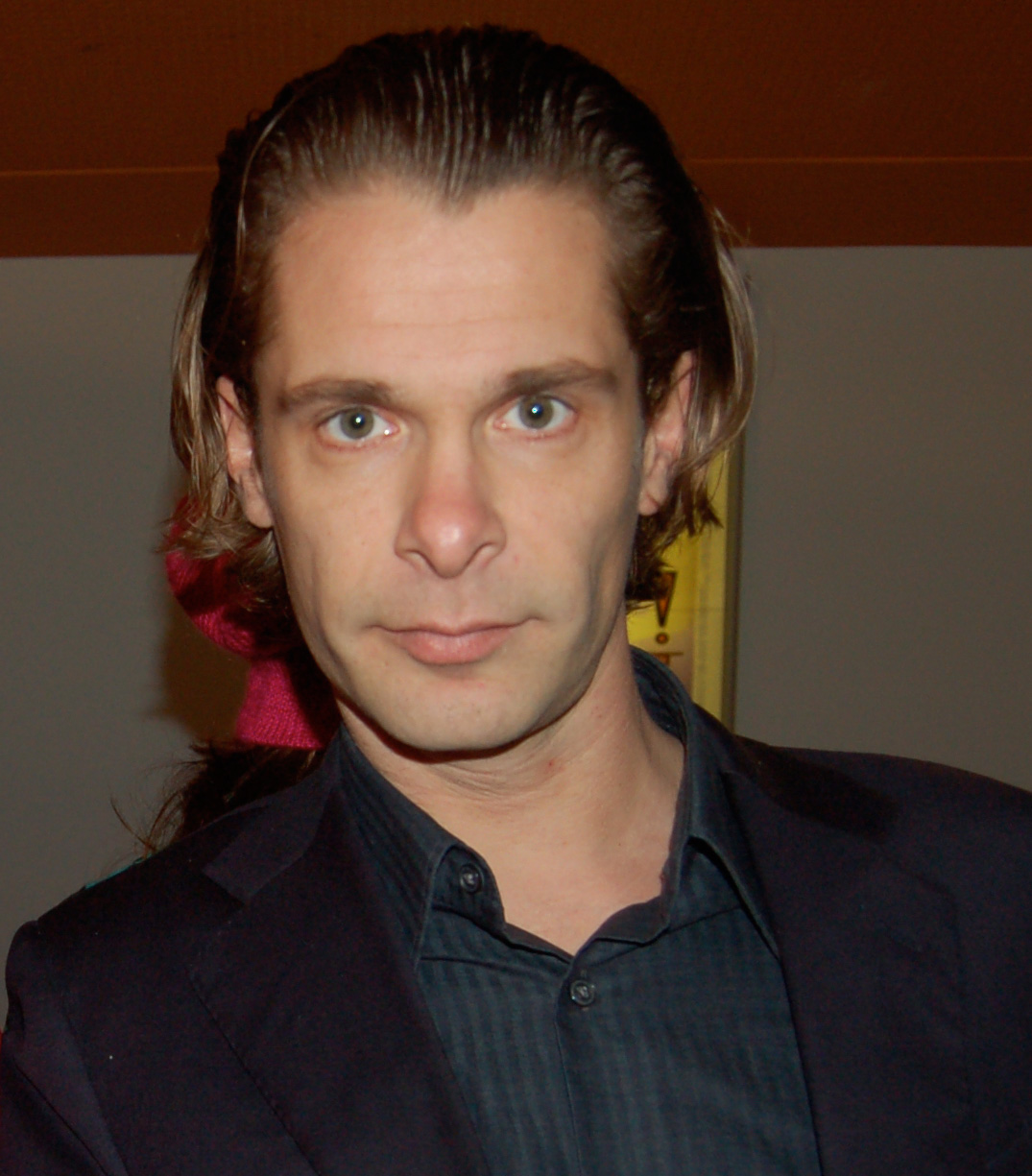
Hans Teeuwen
geboren in 1967

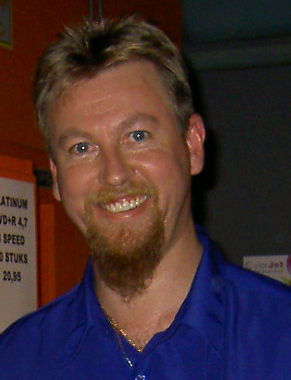
Simon Whitlock, The Wizard
geboren in 1969

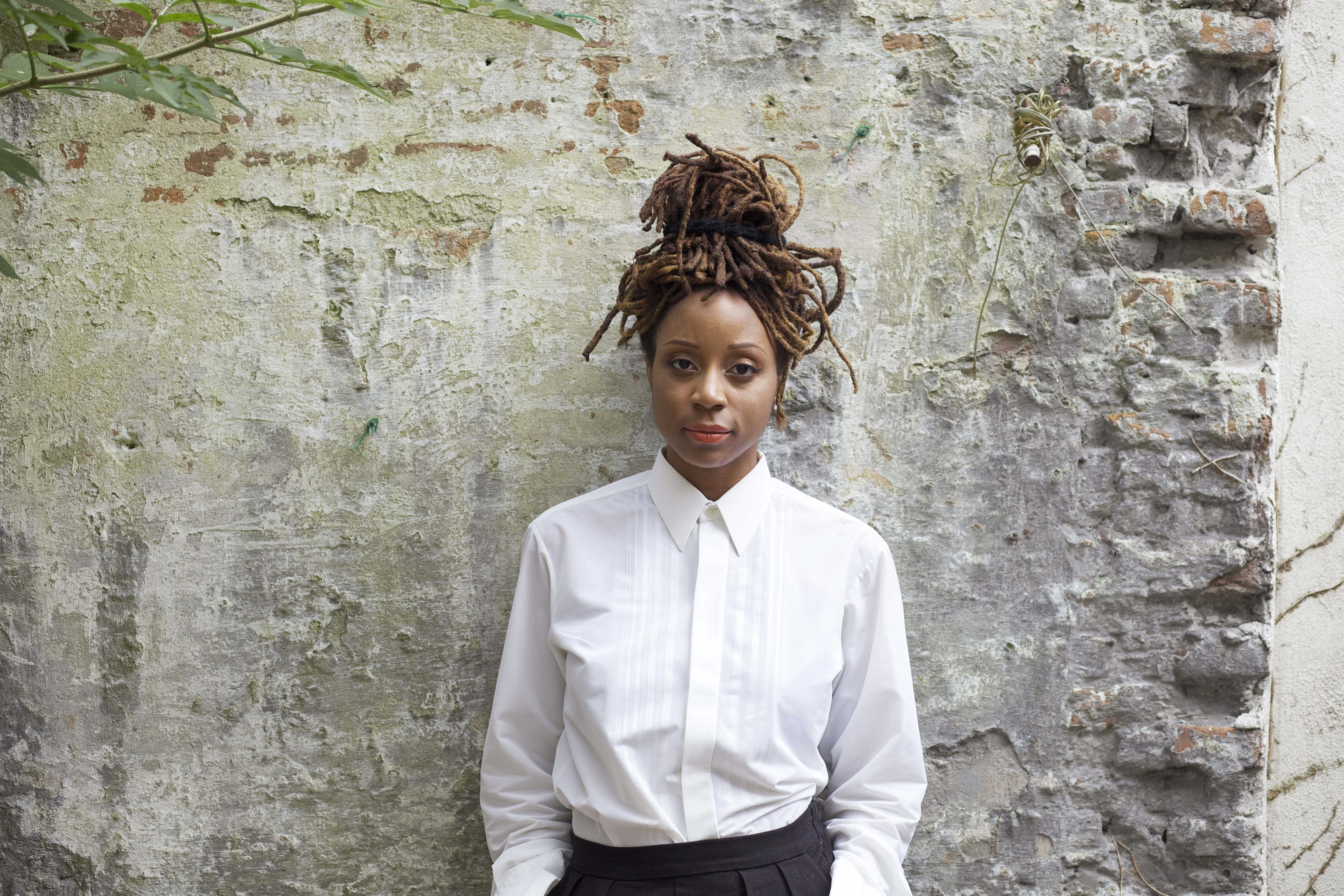
Clarice Gargard
geboren in 1988

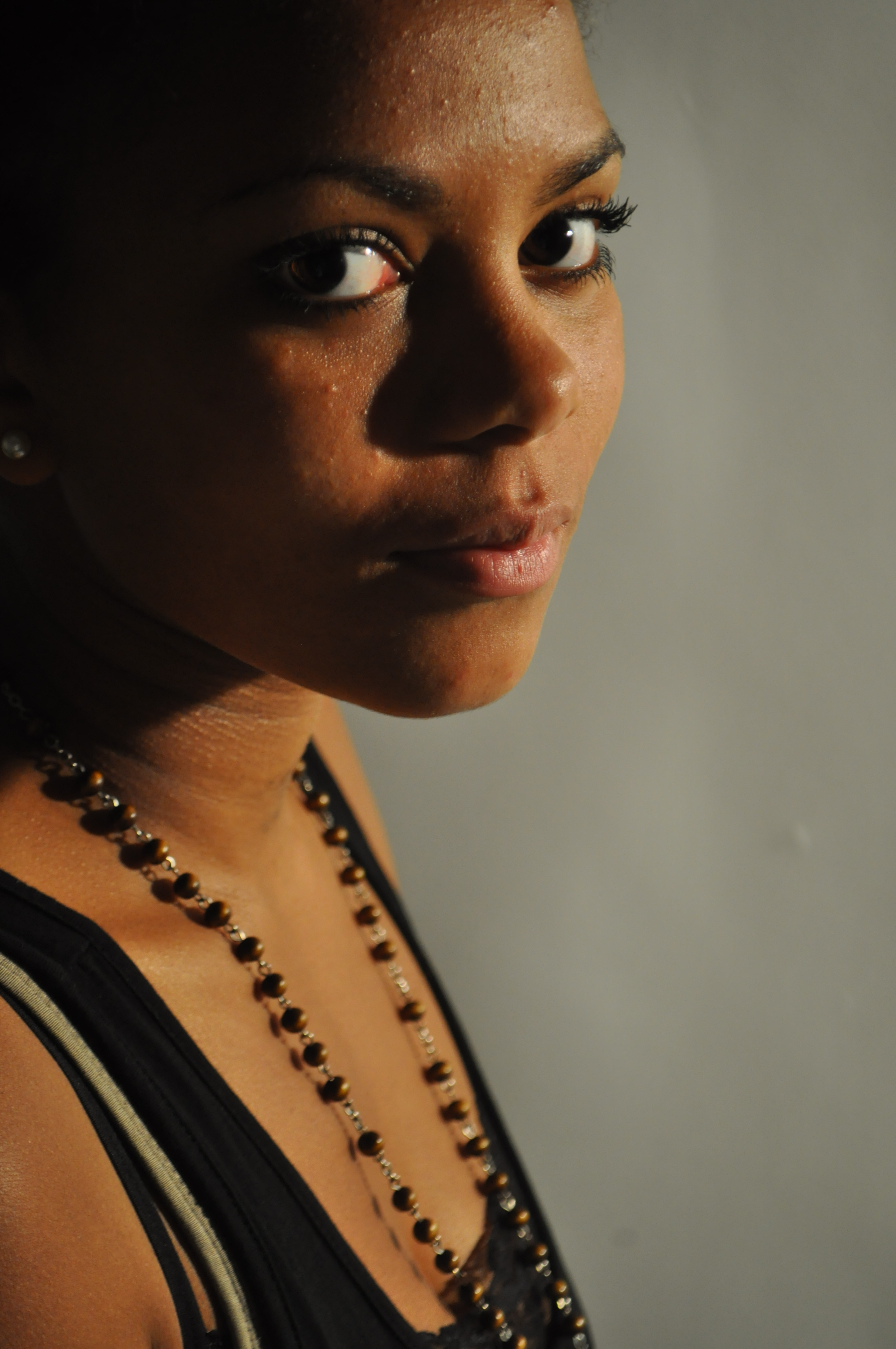
Dzifa Kusenuh
geboren in 1995

- 1455 - Koning Johan II van Portugal, (overleden 1495)
- 1455 - Ascanio Maria Sforza, Italiaans kardinaal (overleden 1505)
- 1500 - Reginald Pole, Engels kardinaal en humanistisch geleerde (overleden 1558)
- 1589 - Gisbertus Voetius, Nederlands theoloog (overleden 1676)
- 1600 - Robert Roberthin, Duits dichter (overleden 1648)
- 1606 - Edmund Waller, Engels dichter (overleden 1687)
- 1628 - Cornelis Speelman, Nederlands gouverneur-generaal van Nederlands-Indië (overleden 1684)
- 1631 - Esaias Boursse, Nederlands kunstschilder (overleden 1672)
- 1709 - Andreas Sigismund Marggraf, Duits chemicus (overleden 1782)
- 1803 - Pieter Lodewijk de Lom de Berg, Nederlands politicus en burgemeester (overleden 1873)
- 1805 - Jonas Furrer, Zwitsers politicus, eerste president van de Zwitserse Confederatie (overleden 1861)
- 1815 - Nicolaas Kamperdijk, Nederlands architect (overleden 1887)
- 1816 - Johan Arthur Kool, Nederlands militair en civiel ingenieur (overleden 1873)
- 1819 - Gustave de Molinari, Belgisch econoom (overleden 1912)
- 1828 - Georgius Breuker, Nederlands architect (overleden 1878)
- 1831 - George Pullman, Amerikaans uitvinder en industrieel (overleden 1897)
- 1836 - Léonie de Waha, Belgisch feministe, filantroop, opvoeder en Waals activiste (overleden 1926)
- 1845 - Georg Cantor, Duits wiskundige (overleden 1918)
- 1847 - Alexander Graham Bell, Schots uitvinder (overleden 1922)
- 1849 - Tjeerd van der Zee, Nederlands burgemeester (overleden 1916)
- 1854 - Juliusz Zarębski, Pools-Oekraïens componist en pianist (overleden 1885)
- 1863 - Arthur Machen, Brits schrijver en mysticus (overleden 1947)
- 1866 - Marie Adolphine, heilig verklaarde Rooms-Katholiek zuster (overleden 1900)
- 1868 - Emile Alain, Frans filosoof, journalist en leraar (overleden 1951)
- 1869 - Henry Wood, Brits componist en dirigent (overleden 1944)
- 1871 - Maurice Garin, Frans wielrenner (overleden 1957)
- 1874 - Karl Scharfenberg, Duits spoorwegingenieur (overleden 1938)
- 1874 - Reinier de Vries, Nederlands kunstenaar (overleden 1953)
- 1880 - Piet Soudijn, Nederlands atleet (overleden 1946)
- 1882 - Ion Mihalache, Roemeens politicus (overleden 1963)
- 1893 - Karel Lotsy, Nederlands sportbestuurder (overleden 1959)
- 1893 - Beatrice Wood, Amerikaans kunstenares (overleden 1998)
- 1894 - Paz Marquez-Benitez, Filipijns schrijfster (overleden 1983)
- 1901 - Claude Choules, Brits oorlogsveteraan uit de Eerste Wereldoorlog (overleden 2011)
- 1903 - Anders Rydberg, Zweeds voetballer (overleden 1989)
- 1904 - Frans Muriloff, Nederlands radioproducer (overleden 1999)
- 1905 - Marie Glory, Frans actrice (overleden 2009)
- 1908 - Constant Joacim, Belgisch voetballer (overleden 1979)
- 1911 - Jean Harlow, Amerikaans actrice (overleden 1937)
- 1914 - Jan Bronkhorst, Nederlands voetbalscheidsrechter (overleden 1986)
- 1914 - Agaath Doorgeest, Nederlands atlete (overleden 1991)
- 1914 - Asger Jorn, Deens kunstschilder (overleden 1973)
- 1916 - Paul Halmos, Hongaars-Amerikaans wiskundige en statisticus (overleden 2006)
- 1918 - Arthur Kornberg, Amerikaans biochemicus (overleden 2007)
- 1918 - Arnold Newman, Amerikaans fotograaf (overleden 2006)
- 1918 - Frans Poptie, Nederlands jazzviolist (overleden 2010)
- 1920 - James Doohan, Canadees acteur (overleden 2005)
- 1920 - Frans Van Peteghem, Belgisch atleet (overleden 1997)
- 1921 - Frederick A. Mueller, Amerikaans componist en dirigent (overleden 2002)
- 1922 - Nándor Hidegkuti, Hongaars voetballer (overleden 2002)
- 1922 - René Mertens, Belgisch wielrenner (overleden 2014)
- 1922 - Elly Salomé, Nederlands pianiste, conservatoriumdocente en muziekrecensente (overleden 2021)
- 1923 - Nestor Hinderyckx, Belgisch atleet (overleden 2008)
- 1923 - Doc Watson, Amerikaans gitarist en zanger (overleden 2012)
- 1924 - Lys Assia, Zwitsers zangeres (overleden 2018)
- 1925 - Joe Sentieri, Italiaans zanger en acteur (overleden 2007)
- 1927 - Pierre Aubert, Zwitsers politicus (overleden 2016)
- 1928 - Joe Conley, Amerikaans acteur (overleden 2013)
- 1928 - Pierre Michelot, Frans jazz bassist (overleden 2005)
- 1930 - Ion Iliescu, Roemeens politicus en president (overleden 2025)
- 1931 - Anatoli Djatlov, Russisch leidinggevende van reactor 4 ten tijde van de Kernramp van Tsjernobyl (overleden 1995)
- 1933 - Lee Radziwill, Amerikaans society-figuur (zus Jacqueline Bouvier) (overleden 2019)
- 1931 - Piet Bambergen, Nederlands komiek en acteur (overleden 1996)
- 1933 - Ton van den Hurk, Nederlands voetballer (overleden 2021)
- 1933 - Tomás Milián, Cubaans acteur (overleden 2017)
- 1933 - Lee Radziwill, bekende Amerikaanse, zus van Jacqueline Kennedy/Onassis (overleden 2019)
- 1934 - Paul van Gorcum, Nederlands acteur en regisseur
- 1934 - Tom Pauka, Nederlands radio-maker
- 1934 - Kraft Schepke, Duits roeier (overleden 2023)
- 1935 - Michael Walzer, Amerikaans politicoloog en filosoof
- 1935 - Zjeljoe Zjelev, Bulgaars politicus (overleden 2015)
- 1936 - Ibrahim Hussein, Maleisisch kunstenaar (overleden 2009)
- 1937 - Bobby Driscoll, Amerikaans acteur en kindster (overleden 1968)
- 1938 - Jan van Amerongen, Nederlands componist
- 1939 - Martin Koomen, Nederlands documentalist, journalist en schrijver
- 1939 - Hans Verhagen, Nederlands dichter, kunstschilder en filmmaker (overleden 2020)
- 1940 - Max Roethof, Surinaams-Nederlands advocaat (overleden 2023)
- 1941 - Vlado Milunić, Tsjechisch architect (overleden 2022)
- 1941 - John Thomas, Amerikaans atleet (overleden 2013)
- 1942 - Dorus van der Linden, Nederlands decorontwerper (overleden 2020)
- 1943 - Marc Dex, Belgisch zanger
- 1944 - Rita Hovink, Nederlands zangeres (overleden 1979)
- 1946 - Charles Asati, Keniaans atleet
- 1946 - Kick van der Vall, Nederlands voetballer
- 1946 - John Virgo, Engels snookerspeler
- 1947 - John Chataway, Canadees politicus (overleden 2004)
- 1947 - Otto Stuppacher, Oostenrijks autocoureur (overleden 2001)
- 1947 - Oscar Tabárez, Uruguayaans voetballer en voetbalcoach
- 1947 - Jennifer Warnes, Amerikaans zangeres
- 1947 - Gerrit Wolsink, Nederlands motorcrosser
- 1948 - Max Allan Collins, Amerikaans schrijver
- 1948 - Snowy White, Brits gitarist
- 1948 - Stephen Wilhite, Amerikaans informaticus (overleden 2022)
- 1949 - Elijah Harper, Canadees politicus (overleden 2013)
- 1949 - Régis Ovion, Frans wielrenner
- 1949 - James Voss, Amerikaans astronaut
- 1950 - Laura Ziskin, Amerikaans filmproducent (overleden 2011)
- 1951 - Johnny Jackson, Amerikaans drummer (overleden 2006)
- 1953 - Rudy Fernandez, Filipijns acteur (overleden 2008)
- 1953 - Henna Playfair, Surinaams-Nederlands verloskundige (overleden 2023)
- 1953 - Zico, Braziliaans voetballer en voetbalcoach
- 1954 - Jan Slagter, Nederlands omroepbestuurder en tv-presentator
- 1956 - Zbigniew Boniek, Pools voetballer
- 1956 - Gunter Pauli, Belgisch ondernemer en schrijver
- 1957 - Thom Hoffman, Nederlands acteur en fotograaf
- 1958 - Bob Bradley, Amerikaans voetbalcoach
- 1958 - Miranda Richardson, Brits actrice
- 1958 - Theo Verbruggen, Nederlands journalist
- 1959 - Vagiz Chidijatoellin, Russisch voetballer
- 1959 - Romeo Zondervan, Nederlands-Surinaams voetballer
- 1960 - Vilija Blinkevičiūtė, Litouws politica
- 1960 - Lilian Day Jackson, Amerikaans-Nederlands zangeres (overleden 2023)
- 1960 - Tosca Niterink, Nederlands actrice
- 1961 - Didier Falise, Belgisch atleet
- 1961 - Anita Hegerland, Noors zangeres
- 1961 - Vjatsjeslav Ivanenko, Sovjet-Russisch snelwandelaar
- 1961 - Perry McCarthy, Brits autocoureur
- 1961 - Fatima Whitbread, Brits atlete
- 1962 - Jackie Joyner-Kersee, Amerikaans atlete
- 1963 - Martín Fiz, Spaans atleet
- 1963 - Talla 2XLC (Andreas Tomalla), Duits dj en producer
- 1964 - Laura Harring, Mexicaans-Amerikaans actrice
- 1965 - Ben van Dael, Nederlands voetbaltrainer
- 1965 - Oscar Dertycia, Argentijns voetballer
- 1965 - Nicole le Fever, Nederlands tv-journaliste
- 1965 - Dragan Stojković, Servisch voetballer
- 1965 - Tuomo Ylipulli, Fins schansspringer (overleden 2021)
- 1966 - Claus Boekweg, Nederlands voetballer
- 1966 - Sonny Kertoidjojo, Surinaams politicus
- 1966 - Michail Misjoestin, Russisch econoom en politicus
- 1966 - Tone-Lōc, Amerikaans muzikant
- 1967 - Claudio Arbiza, Uruguayaans voetballer
- 1967 - Naser Orić, Bosnisch militair
- 1967 - Hans Teeuwen, Nederlands cabaretier, zanger, acteur en regisseur
- 1967 - Aleksandr Volkov, Russisch tennisser (overleden 2019)
- 1968 - Caroline Alexander, Brits mountainbikester en wielrenster
- 1968 - Aitor Garmendia, Spaans wielrenner
- 1968 - Denis Petrov, Russisch kunstschaatser
- 1968 - Jörg Stiel, Zwitsers voetballer
- 1969 - Csilla Bátorfi, Hongaars tafeltennisster
- 1969 - Hans De Clercq, Belgisch wielrenner
- 1969 - Erik Hoftun, Noors voetballer
- 1969 - Fred Schonewille, Nederlands politicus
- 1969 - Simon Whitlock, Australisch darter
- 1970 - Simon Biwott, Keniaans atleet
- 1970 - Julie Bowen, Amerikaans actrice
- 1970 - Gabriel Cedrés, Uruguayaans voetballer
- 1970 - Chris Peers, Belgisch wielrenner
- 1971 - Charlie Brooker, Engels criticus en televisiemaker
- 1971 - Tjitske Jansen, Nederlands dichteres en performer
- 1971 - Lothar Leder, Duits triatleet
- 1971 - Bjarte Engen Vik, Noors Noordse combinatieskiër
- 1972 - Darren Anderton, Engels voetballer
- 1972 - Alexandru Deaconu, Roemeens voetbalscheidsrechter
- 1972 - Peter O'Leary, Nieuw-Zeelands voetbalscheidsrechter
- 1972 - Christian Oliver, Duits-Amerikaans acteur (overleden 2024)
- 1972 - Marko Tuomela, Fins voetballer
- 1972 - Yasmine (Hilde Rens), Belgisch zangeres (overleden 2009)
- 1973 - Romāns Vainšteins, Lets wielrenner
- 1974 - Naima El Bezaz, Marokkaans-Nederlands schrijfster (overleden 2020)
- 1974 - David Faustino, Amerikaans acteur en zanger
- 1974 - Tomáš Kraus, Tsjechisch freestyleskiër
- 1974 - Dani Sánchez, Spaans biljarter
- 1975 - David Blanco, Spaans wielrenner
- 1976 - Keit Pentus-Rosimannus, Estisch politica
- 1976 - Joos Valgaeren, Belgisch voetballer
- 1977 - Christopher Cheboiboch, Keniaans atleet
- 1977 - Ronan Keating, Brits zanger
- 1977 - César Martín, Spaans voetballer
- 1977 - Bert Vermeir, Belgisch spring- en dressuurruiter
- 1978 - Samantha Ryan, Amerikaans pornografisch actrice
- 1979 - Radoslav Rogina, Kroatisch wielrenner
- 1979 - Andrew Triggs-Hodge, Brits roeier
- 1980 - Danilo Grujić, Servisch voetbalscheidsrechter
- 1981 - Lil' Flip, Amerikaans rapper
- 1981 - Sugar Jackson, Belgisch bokser
- 1982 - Jessica Biel, Amerikaans actrice
- 1982 - Ismail Elfath, Amerikaans-Marokkaans voetbalscheidsrechter
- 1982 - Mercedes Mason, Zweeds-Amerikaans actrice
- 1983 - Kelly Key, Braziliaans zangeres
- 1983 - Cyril Lemoine, Frans wielrenner
- 1983 - Sarah Poewe, Zuid-Afrikaans-Duits zwemster
- 1984 - Javier Arizmendi, Spaans voetballer
- 1985 - Quiarol Arzú, Hondurees voetballer
- 1985 - Steven Cozza, Amerikaans wielrenner
- 1985 - David Davies, Brits zwemmer
- 1985 - Nicolas Hartmann, Frans wielrenner
- 1985 - Maren Haugli, Noors schaatsster
- 1985 - Kıvanç Karakaş, Turks voetballer
- 1985 - Mariel Zagunis, Amerikaans schermster
- 1986 - Stacie Orrico, Amerikaans zangeres
- 1986 - Edwin Cheruiyot Soi, Keniaans atleet
- 1986 - Mehmet Topal, Turks voetballer
- 1986 - Margriet Zwanenburg, Nederlands zwemster
- 1987 - Kasia Moś, Pools zangeres
- 1988 - Rens van Eijden, Nederlands voetballer
- 1988 - Jan-Arie van der Heijden, Nederlands voetballer
- 1988 - Rafael Muñoz, Spaans zwemmer
- 1988 - Ezinne Okparaebo, Noors atlete
- 1989 - Erwin Mulder, Nederlands voetballer
- 1989 - Ioana Raluca Olaru, Roemeens tennisster
- 1991 - Rodney Sneijder, Nederlands voetballer
- 1991 - Adrien Trebel, Frans voetballer
- 1991 - An Vannieuwenhuyse, Belgisch bobsleester
- 1992 - Maya Harrisson, Braziliaans alpineskiester
- 1992 - Ažbe Jug, Sloveens voetballer
- 1992 - Tarik Moukrime, Belgisch atleet
- 1993 - Antonio Rüdiger, Duits-Sierra Leoons voetballer
- 1993 - Stine Skogrand, Noors handbalster
- 1994 - Alex Beaulieu-Marchand, Canadees freestyleskiër
- 1994 - Guro Bergsvand, Noors voetbalster
- 1994 - Jonny Castro, Spaans voetballer
- 1994 - Abdoulaye Touré, Frans-Malinees voetballer
- 1994 - Hanne Verbruggen, Belgisch zangeres
- 1995 - Bryan Cristante, Italiaans-Canadees voetballer
- 1995 - Dzifa Kusenuh, Nederlands actrice
- 1995 - Jari Oosterwijk, Nederlands voetballer
- 1996 - Alexandra Edebo, Zweeds freestyleskiester
- 1996 - Cem Unal, Belgisch-Turks voetballer
- 1997 - David Neres, Braziliaans voetballer
- 1997 - Ty Walker, Amerikaans snowboardster
- 1997 - Allan Rodrigues de Souza, Braziliaans voetballer
- 1998 - Justin Bakker, Nederlands voetballer
- 1998 - Reda Boultam, Nederlands-Marokkaans voetballer
- 1998 - Ramón ten Hove, Nederlands voetballer
- 1999 - Amaury Bonduel, Frans autocoureur
- 2000 - Valeria Demidova, Russisch freestyleskiester
- 2000 - Evert Linthorst, Nederlands voetballer
- 2002 - Li Bingjie, Chinees zwemster
- 2002 - Allan Delferriere, Belgisch voetballer
- 2002 - Wouter George, Belgisch voetballer
- 2002 - Lorenzo Germani, Italiaans wielrenner
- 2002 - Keely Hodgkinson, Brits atlete
- 2002 - Lorenzo Musetti, Italiaans tennisser
- 2002 - Leonidas Stergiou, Zwitsers-Grieks voetballer
- 2003 - Tuana Mahmoud, Duits-Turks voetbalster
- 2003 - Benjamin Tahirović, Bosnisch-Zweeds voetballer
- 2004 - Emilia Pelgander, Zweeds voetbalster
- 2006 - Rayane Bounida, Belgisch-Marokkaans voetballer

## Overleden

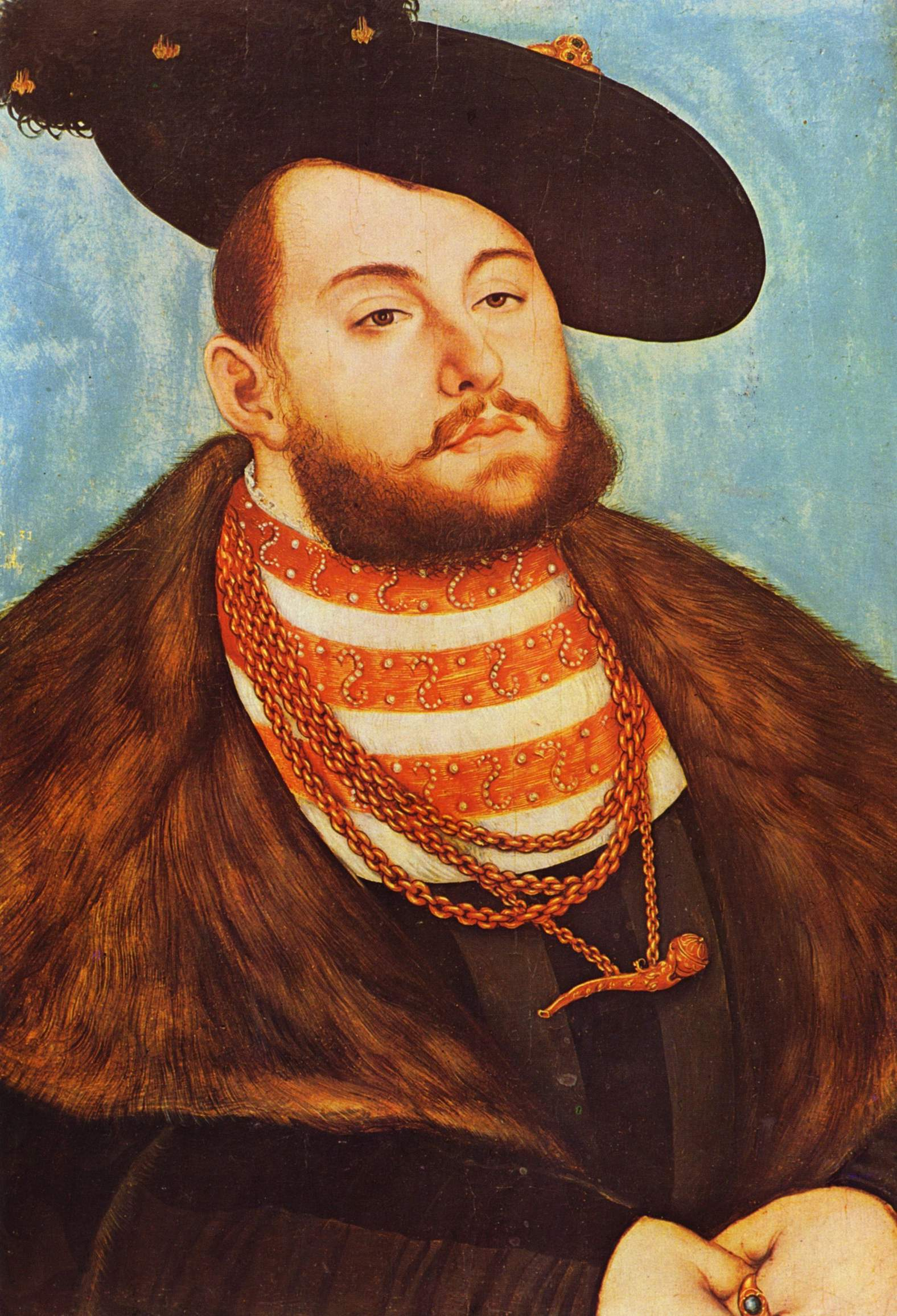
Johan Frederik I van Saksen
overleden in 1503

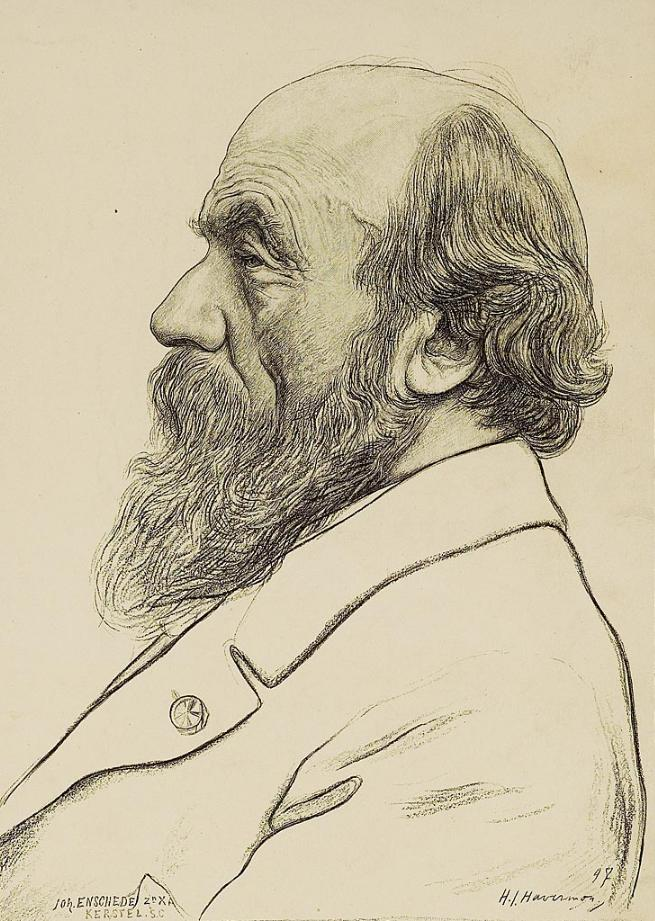
Pierre Cuypers
overleden in 1921

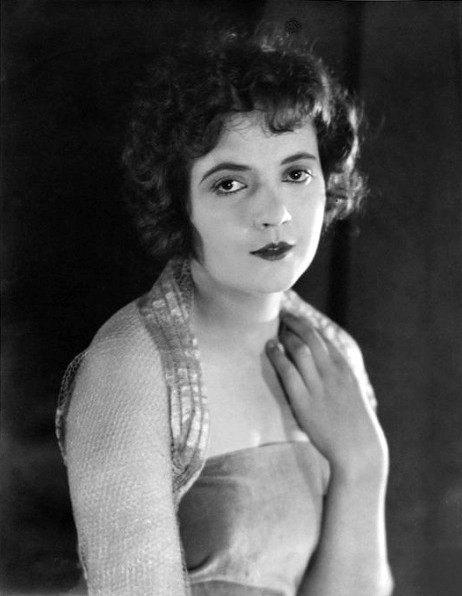
Lois Wilson
overleden in 1988

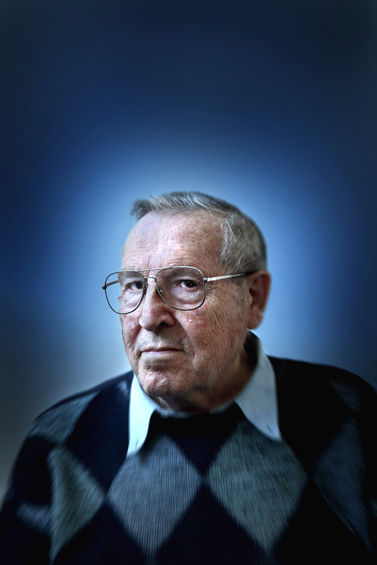
Rik De Saedeleer
overleden in 2013

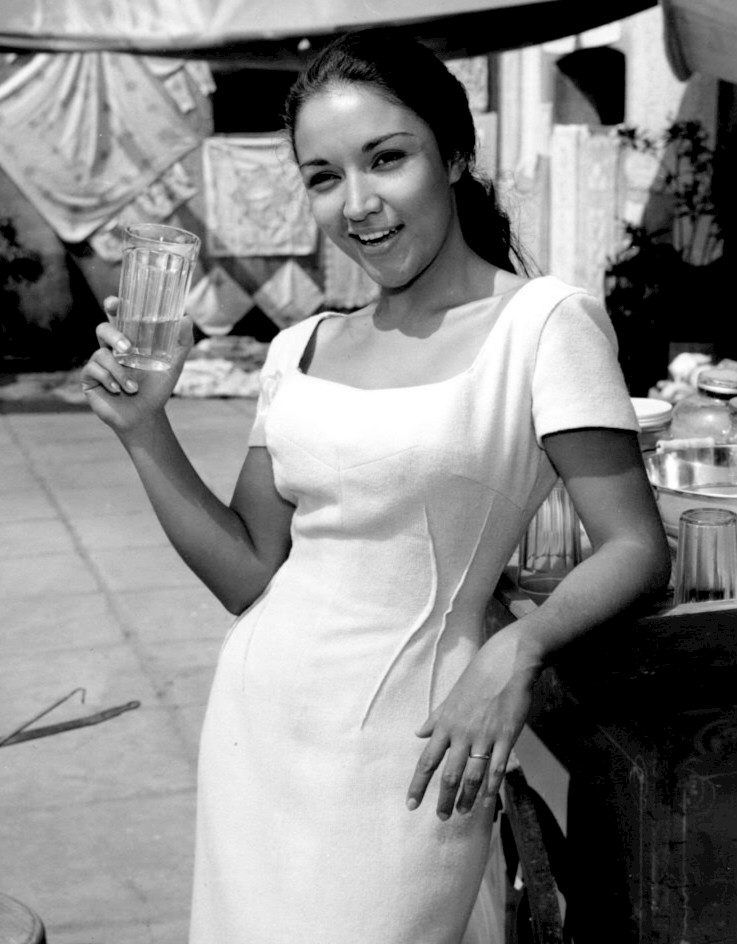
Miriam Colon
overleden in 2017

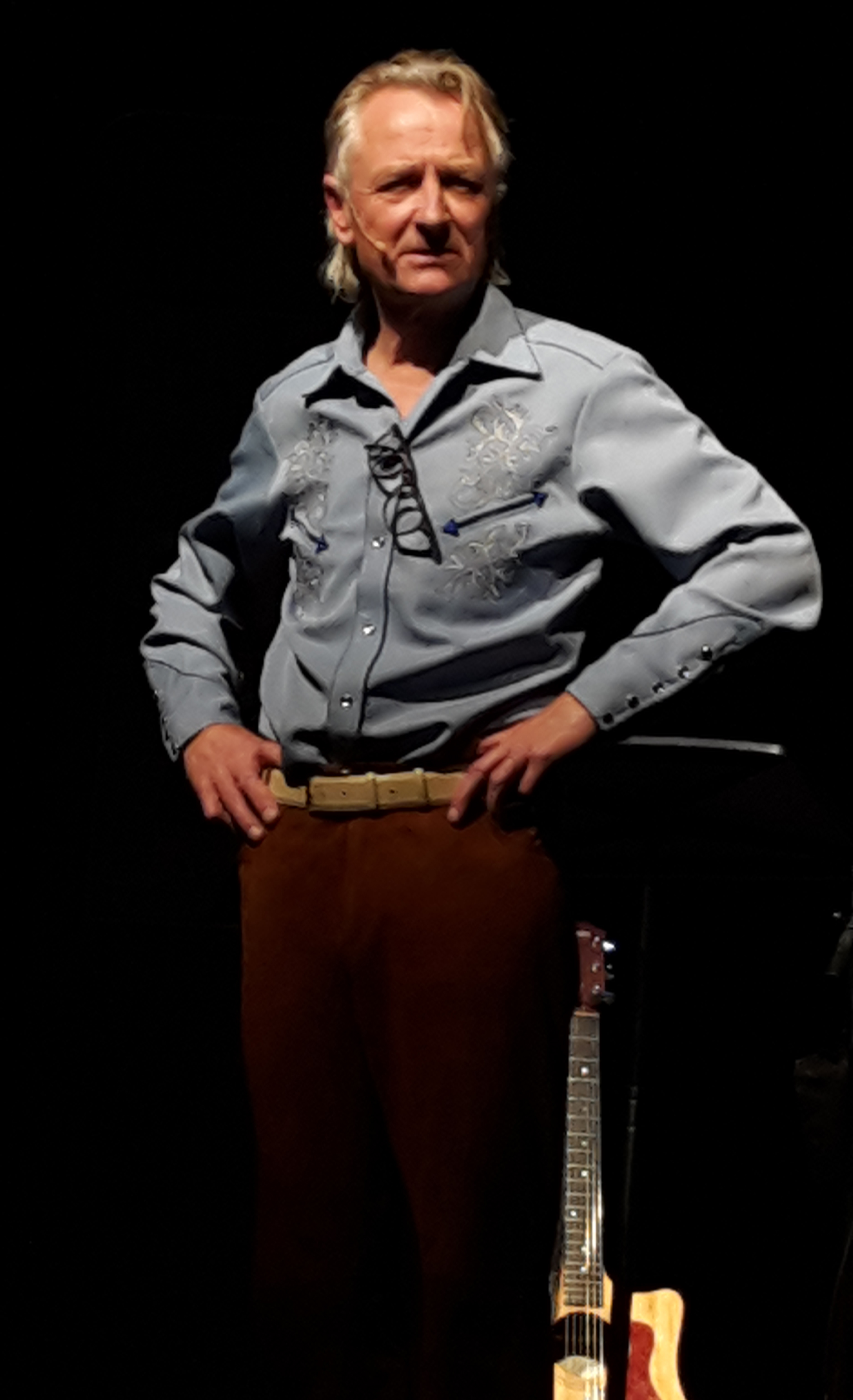
Jeroen van Merwijk
overleden in 2021

- 1175 - Frederik van Hallum (ca. 50), Nederlands abt en zalige
- 1459 - Ausiàs March, Spaans dichter uit Valencia (geboren rond 1397).
- 1503 - Johan Frederik I van Saksen (50), Keurvorst van Saksen en Hertog van Saksen
- 1578 - Sebastiano Veniero (82), Doge van Venetië
- 1644 - Goeroe Hargobind (48), zesde goeroe van het sikhisme
- 1703 - Robert Hooke (67), Brits astronoom
- 1706 - Johann Pachelbel (52), Duits barok, organist en componist
- 1707 - Aurangzeb (88), heerser van het Mughalrijk
- 1711 - Karel van Hessen-Wanfried (61), Duits edelman
- 1768 - Nicola Porpora (81), Italiaans componist
- 1780 - Joseph Highmore (87), Engels kunstschilder
- 1792 - Robert Adam (63), Schots architect
- 1842 - Hendrik Copijn (80), Nederlands tuinarchitect
- 1851 - James Richardson (45), Brits ontdekkingsreiziger
- 1855 - Copley Fielding (67), Engels kunstschilder
- 1901 - Joseph Callaerts (70), Belgisch componist
- 1903 - František Ladislav Rieger (84), Tsjechisch publicist en nationalistisch politicus
- 1916 - George Huntington (65), Amerikaans huisarts
- 1921 - Pierre Cuypers (93), Nederlands architect
- 1928 - Jan Toorop (69), Nederlands schilder
- 1929 - Octave van Rysselberghe (73), Belgisch architect
- 1932 - Eugen d'Albert (67), Schots-Duits pianist en componist
- 1941 - Ernst Cahn (51), Nederlands verzetsstrijder
- 1942 - Ernst Bernheim (92), Duits mediëvist
- 1942 - Jozef De Bruycker (50), Belgisch architect en politicus
- 1945 - Koos Speenhoff (75), Nederlands kleinkunstenaar
- 1955 - George Buff (80), Nederlands atleet
- 1956 - Ernst Loof (48), Duits autocoureur
- 1959 - Lou Costello (52), Amerikaans komiek
- 1963 - Henri Boot (86), Nederlands kunstschilder
- 1965 - Koning Faroek van Egypte (45)
- 1966 - Alfonso Castaldo (75), Italiaans kardinaal-aartsbisschop van Napels
- 1971 - David Brand (58), 19e premier van West-Australië
- 1983 - Hergé (75), Belgisch striptekenaar
- 1983 - Kees Schelfhout (64), Nederlands politicus
- 1987 - Danny Kaye (76), Amerikaans acteur, zanger en komiek
- 1988 - Lois Wilson (93), Amerikaans actrice
- 1988 - Sewall Wright (98), Amerikaans geneticus en evolutiebioloog
- 1990 - Gérard Blitz (78), Belgisch stichter van Club Med
- 1990 - Frans Goedhart (86), Nederlands politicus, verzetsstrijder en journalist
- 1991 - Clara Eggink (84), Nederlands dichteres en prozaschrijfster
- 1992 - Lella Lombardi (50), Italiaans autocoureur
- 1993 - Albert Sabin (86), Amerikaans medicus
- 1994 - Maurits Vanhaegendoren (90), Belgisch politicus
- 2001 - Gabriël Lisette (81), Tsjadisch politicus
- 2001 - Ruud de Moor (72), Nederlands hoogleraar
- 2001 - Ruhi Sarıalp (76), Turks atleet
- 2001 - Eugene Sledge (77), Amerikaans marinier
- 2003 - Horst Buchholz (69), Duits acteur
- 2005 - Rinus Michels (77), Nederlands voetballer en voetbaltrainer
- 2007 - Osvaldo Cavandoli (87), Italiaans cartoonist
- 2007 - Jozef Schils (75), Belgisch wielrenner
- 2008 - Annemarie Renger (89), Duits politica
- 2008 - Norman Smith (85), Brits muziekproducer en zanger
- 2008 - Giuseppe di Stefano (86), Italiaans operatenor
- 2008 - Suzie (61), Nederlands-Zweeds zangeres en circusartieste
- 2009 - Sydney Earle Chaplin (82), Amerikaans acteur
- 2009 - Sebastian Faisst (20), Duits handballer
- 2009 - Viktor Gjika (71), Albanees filmregisseur
- 2011 - Irena Kwiatkowska (98), Pools actrice
- 2012 - Hanspeter Vogt (84), Zwitsers schaatser
- 2013 - Luis Cubilla (72), Uruguayaans voetballer
- 2013 - Rik De Saedeleer (89), Belgisch voetbalcommentator en sportjournalist
- 2013 - Müslüm Gürses (59), Turks zanger en acteur
- 2013 - Bobby Rogers (73), Amerikaans soulzanger en songwriter
- 2013 - Tony Ronald (71), Nederlands zanger
- 2014 - Christine Buchegger (71), Oostenrijks actrice
- 2014 - Mat van Hensbergen (75), Nederlands programmamaker, cameraman en acteur
- 2014 - Valère Mekeirel (88), Belgisch wielrenner
- 2014 - William Pogue (84), Amerikaans ruimtevaarder
- 2016 - Martin Crowe (53), Nieuw-Zeelands cricketer
- 2016 - Romain Guyot (23), Frans wielrenner
- 2016 - Helmut Rasch (88), Duits voetballer
- 2016 - Sarah Tait (33), Australisch roeister
- 2017 - Miriam Colon (80), Puerto Ricaans/Amerikaans actrice
- 2017 - Raymond Kopa (85), Frans voetballer
- 2017 - Misha Mengelberg (81), Nederlands pianist en componist
- 2017 - Tommy Page (46), Brits zanger
- 2017 - René Préval (74), Haïtiaans president
- 2017 - Gordon Thomas (84), Brits auteur en journalist
- 2017 - Guus Verstraete jr. (69), Nederlands film- en televisieregisseur
- 2018 - Roger Bannister (88), Brits atleet en medicus
- 2018 - Benoît Dugardyn (60), Belgisch scenograaf
- 2018 - David Ogden Stiers (75), Amerikaans acteur
- 2018 - Huub Roelvink (87), Nederlands jurist
- 2019 - Peter Hurford (88), Brits organist en componist
- 2019 - Ted Lindsay (93), Canadees ijshockey-speler
- 2020 - Stanisław Kania (92), Pools politicus
- 2020 - Nicolas Portal (40), Frans wielrenner
- 2020 - Roscoe Born (69), Amerikaans acteur
- 2021 - Duffy Jackson (67), Amerikaans jazzmuzikant
- 2021 - Jeroen van Merwijk (65), Nederlands cabaretier en liedjesschrijver
- 2021 - Nicola Pagett (75), Brits actrice
- 2022 - Bruce Johnstone (85), Zuid-Afrikaans autocoureur
- 2022 - Dean Woods (55), Australisch wielrenner
- 2023 - Carlos Garnett (84), Panamees-Amerikaans jazzsaxofonist
- 2023 - Jaak Lipso (82), Estisch basketbalspeler
- 2023 - Kenzaburo Oë (88), Japans schrijver en Nobelprijswinnaar
- 2023 - Tom Sizemore (61), Amerikaans acteur
- 2023 - Rafael Viñoly (78), Uruguayaans architect
- 2024 - Agbéyomé Messan Kodjo (69), Togolees politicus
- 2024 - Richard Schoonhoven (92), Nederlands journalist en omroepbestuurder
- 2024 - Makoto Shinohara (92), Japans componist
- 2024 - Atie Voorbij (83), Nederlands zwemster
- 2025 - Sonny Arguinzoni (85), Amerikaans pinksterchristen<
- 2025 - Eleonora Giorgi (71), Italiaans actrice
- 2025 - Jean-Marie Londeix (92), Frans saxofonist

## Viering/herdenking
- Nationale feestdag van Bulgarije

Nationale feestdag Bulgarije

- Hinamatsuri - Japanse feestdag voor meisjes
- Rooms-katholieke kalender:
  - Heilige Catharina Drexel († 1955) - Vrije Gedachtenis (in Verenigde Staten)
  - Heilige Kunegonde (van Luxemburg) († 1040)
  - Heilige Gervinus († 1075)
  - Heilige Winwallus († 523)
  - Heiligen Marijn en Asteer († c. 262)
  - Zalige Fredericus van Hallum († 1175) - Gedachtenis (in Bisdom Groningen)

## Weerextremen

### Nederland
| | Officiële records | Officiële records | Officiële records |      | Landelijke records | Landelijke records | Landelijke records |
| Gebeurtenis | Jaar              | Extreem           | Locatie           | Jaar | Extreem            | Locatie            |                    |
| --- | ----------------- | ----------------- | ----------------- | ---- | ------------------ | ------------------ | ------------------ |
| Laagste etmaalgemiddelde temperatuur (°C) | 1947              | −6,8              | De Bilt           |      | 1947               | −8,2               | De Kooy            |
| Hoogste etmaalgemiddelde temperatuur (°C) | 2019              | 11,2              | De Bilt           |      | 1959 2019          | 11,8               | Twenthe Westdorpe  |
| Laagste minimumtemperatuur (°C) | 1947              | −10,4             | De Bilt           |      | 2005               | −19,5              | Marknesse          |
| Hoogste minimumtemperatuur (°C) | 2019              | 9,6               | De Bilt           |      | 2019               | 10,1               | Westdorpe          |
| Laagste maximumtemperatuur (°C) | 1987              | −2,0              | De Bilt           |      | 1987               | −4,8               | Eelde              |
| Hoogste maximumtemperatuur (°C) | 2024              | 15,9              | De Bilt           |      | 1930               | 18,1               | Maastricht         |
| Hoogste uurgemiddelde windsnelheid (m/s) | 1954              | 13,4              | De Bilt           |      | 1995               | 24,7               | IJmuiden           |
| Hoogste windstoot (m/s) | 1998              | 24,0              | De Bilt           |      | 1995               | 31,4               | IJmuiden           |
| Langste zonneschijnduur (uur) | 2022              | 10,0              | De Bilt           |      | 2011               | 10,2               | Twenthe            |
| Langste neerslagduur (uur) | 1998              | 15,0              | De Bilt           |      | 1998               | 16,6               | Deelen             |
| Hoogste etmaalsom van de neerslag (mm) | 1982              | 17,1              | De Bilt           |      | 2000               | 26,6               | Hoogeveen          |
| Laagste etmaalgemiddelde relatieve vochtigheid (%) | 2022              | 56                | De Bilt           |      | 2022               | 50                 | Eindhoven          |
| Laagste uurwaarde luchtdruk op zeeniveau (hPa) | 1954              | 973,4             | De Bilt           |      | 1954               | 971,0              | Vlissingen         |
| Hoogste uurwaarde luchtdruk op zeeniveau (hPa) | 1990              | 1040,9            | De Bilt           |      | 1990               | 1043,5             | Maastricht         |
| Officiële records worden altijd gemeten op het KNMI-weerstation in De Bilt. Landelijke records kunnen worden gemeten op elk officieel KNMI-weerstation in Nederland. |                   |                   |                   |      |                    |                    |                    |

Uitzonderlijke gebeurtenissen
- 1930 - Eerste landelijke zachte dag van het jaar gemeten in Maastricht (maximumtemperatuur ≥ 15 °C op een officieel weerstation)
- 1939 - Eerste landelijke zachte dag van het jaar gemeten in Maastricht (maximumtemperatuur ≥ 15 °C op een officieel weerstation)
- 1952 - Eerste landelijke zachte dag van het jaar gemeten in Eindhoven, Gilze-Rijen, Maastricht en Volkel (maximumtemperatuur ≥ 15 °C op een officieel weerstation)
- 1965 - Officieel laagste minimumtemperatuur in °C van het jaar gemeten in De Bilt: −10,0

### België
Dagrecords
- 1890 - Laagste etmaalgemiddelde temperatuur −6,9 °C
- 1846 en 1952 - Hoogste etmaalgemiddelde temperatuur 11,5 °C
- 1890 - Laagste minimumtemperatuur −10,7 °C
- 1930 - Hoogste maximumtemperatuur 17,3 °C
- 2000 - Hoogste etmaalsom van de neerslag 22 mm

<< · 1 · 2 · 3 · 4 · 5 · 6 · 7 · 8 · 9 · 10 · 11 · 12 · 13 · 14 · 15 · 16 · 17 · 18 · 19 · 20 · 21 · 22 · 23 · 24 · 25 · 26 · 27 · 28 · 29 · 30 · 31 · >>